# Agriades gravesi
Agriades gravesi är en fjärilsart som beskrevs av Chapman 1912. Agriades gravesi ingår i släktet Agriades och familjen juvelvingar. Inga underarter finns listade i Catalogue of Life.